# Huberantha stuhlmannii
Huberantha stuhlmannii là loài thực vật có hoa thuộc họ Na. Loài này được Heinrich Gustav Adolf Engler miêu tả khoa học đầu tiên năm 1895 dưới danh pháp Unona stuhlmannii. Năm 1969, Bernard Verdcourt chuyển nó sang chi Polyalthia. Năm 2015, Tanawat Chaowasku et al. chuyển nó sang chi Huberantha.